# 豊洲橋

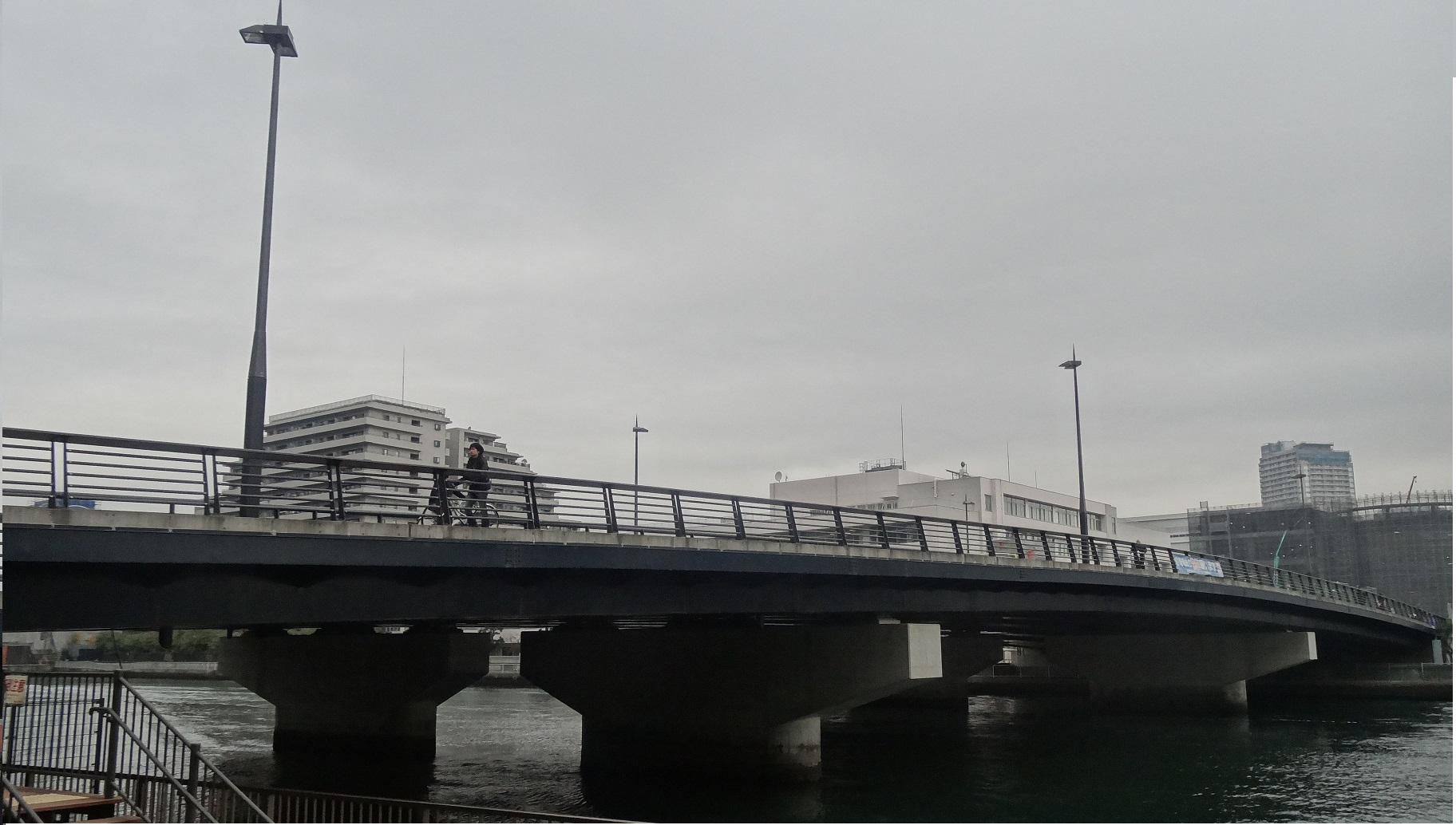
豊洲橋

豊洲橋（とよすばし）は、豊洲運河をまたぎ、東京都江東区豊洲と越中島を結ぶ橋である。

## 概要
1961年3月に架設された旧豊洲橋は、上下一車線で長さは108.9メートル、幅員は11.2メートルと狭いうえに、歩道が西側にしか無かった。この周辺では、豊洲と越中島・木場方面を結ぶ橋はこの橋しか無く、地元住民には不便となっていた。さらに隣の朝凪橋と同様に勾配がきつかった。
また、豊洲地区の開発により交通量の増加も見込まれることから、豊洲橋整備事業において旧橋の撤去と新たな橋の架設が行われた。橋を通行止めにして施工することができないため、まず第1期工事（2005年～2009年）において、旧橋の南側に新たな橋を掛け、交通を新橋に振り返えた。
第2期工事（2009年～2013年）において旧橋の撤去を行い、同地に新たな橋を架け、1期と2期の橋を合わせて工事は完了した。
新橋は、上下三車線、橋長120.8メートル、幅員36メートルとなり、幅5.1mの歩道が両側に付く。また、同橋と接続する都計道補助199号線・同200号線も幅員36メートルに拡幅し、交通渋滞緩和が図られた。

## 周辺
- 清水建設研究所
- 東京都立第三商業高等学校
- 芝浦工業大学豊洲キャンパス
- キャナルワーフタワーズ

## アクセス
- 東京メトロ有楽町線豊洲駅から徒歩10分

## 隣の橋
- 豊洲運河

（上流） - 永代橋（隅田川） - 相生橋（隅田川派川） - 豊洲橋 - 朝凪橋 - 辰巳橋（辰巳運河） - （下流）

## 参照
1. ↑  江東区/豊洲橋整備事業